# Агу
Агу (фр. Agout) је река у Француској. Дуга је 195 km. Улива се у Тарн. 
- Cambon-et-Salvergues
- Brassac
- Castres
- Giroussens
- Saint-Sulpice-la-Pointe